# Lukas Savickas
Lukas Savickas (ur. 12 kwietnia 1990 w Wilnie) – litewski polityk, poseł na Sejm Republiki Litewskiej, od 2024 minister gospodarki i innowacji.

## Życiorys
Ukończył politologię i stosunki międzynarodowe na University of York (2011) oraz europeistykę na Maastricht University (2012). Pracował jako kierownik projektu, później był kierownikiem działu polityki i spraw publicznych w zrzeszeniu biznesowym „Investuotojų forumas”. W latach 2016–2020 pełnił funkcję doradcy premiera Sauliusa Skvernelisa. W 2019 został członkiem rady miejskiej w Wilnie. W 2020 był pierwszym zastępcą kanclerza rządu. W wyborach w tym samym roku z ramienia Litewskiego Związku Rolników i Zielonych uzyskał mandat posła na Sejm Republiki Litewskiej. W trakcie kadencji dołączył do nowej formacji pod nazwą Związek Demokratów „W imię Litwy”, którą założył były premier. W 2024 z jej ramienia utrzymał mandat deputowanego na kolejną kadencję.
W grudniu 2024 objął funkcję ministra gospodarki i innowacji w nowo utworzonym rządzie Gintautasa Paluckasa.